# Den spratka
Den spratka (v anglickém originále Day of the Jackanapes) je 13. díl 12. řady (celkem 261.) amerického animovaného seriálu Simpsonovi. Scénář napsal Al Jean a díl režíroval Michael Marcantel. V USA měl premiéru dne 18. února 2001 na stanici Fox Broadcasting Company a v Česku byl poprvé vysílán 29. října 2002 na stanici ČT1.

## Děj
Když populární soutěžní pořad Me Wantee! ukradne sledovanost pořadu Šáši Krustyho, oznámí Krusty, jenž je naštvaný na vedení televize, svůj pátý – a poslední – odchod do důchodu. Během rozhovoru s Kentem Brockmanem řekne, že už je unavený ze své show, a přizná, že si nahrává Ally McBealovou místo všech svých starých pořadů, v nichž vystupuje Levák Bob. Když to Bob uslyší v televizi, dostane nápad na konečnou pomstu: mohl by Krustyho zabít. Bob je propuštěn z vězení a uchází se o práci na Springfieldské základní škole jako pomocný školník. Ředitel Skinner se však rozhodne, že z něj udělá hlasatele školního rozhlasu. Během hlášení požádá Barta, aby se s ním sešel v opuštěné kůlně na nářadí. Bob pak Barta zhypnotizuje a začne ho programovat, aby Krustyho na potkání zabil. Bob otestuje své hypnózy tím, že Barta nechá rozbít sochu Krustyho v místním Krusty Burgeru. 
Další večer se koná Krustyho rozlučkový speciál, a zatímco Krusty popisuje historii své kariéry, Bob připoutá na Barta výbušniny, aby Krustyho mohl zabít. Bart se pokusí Krustyho obejmout, čímž by výbušninu odpálil, ale než se mu to podaří, Krusty promluví k divákům o tom, jak lituje špatného zacházení s Levákem Bobem, a považuje se za zodpovědného za to, že z Boba udělal bezohledného zločince. Krusty jde dokonce tak daleko, že jménem Boba zazpívá píseň a prohlásí, jak moc si vyčítá, že s ním špatně zacházel. Když je toho svědkem, Bob se dojme a změní názor, ale nestihne zabránit uskutečnění svého původního plánu. Krustyho cvičený šimpanz pan Teeny spatří životu nebezpečné výbušniny, které hodí do kanceláře vedení televize, čímž přeruší Bartův hypnotický stav a všechny vedoucí pracovníky zabije. Po představení Simpsonovi večeří s Krustym, Bobem a Melem v restauraci. Přestože se Krusty s Bobem usmíří, policie se rozhodne Boba za jeho pokus o vražedné spiknutí popravit gilotinou, ačkoli se Bob pozastavuje nad tím, že by mělo nejdříve proběhnout alespoň soudní jednání.

## Produkce
První verzi dílu napsal showrunner Al Jean. V komentáři k dílu na DVD Jean řekl, že vždycky chtěl napsat epizodu o Leváku Bobovi a že Den spratka by byl dobrý způsob, jak tuto postavu vrátit. Řekl také, že scenáristé chtěli znovu spolupracovat s Kelseym Grammerem, jenž dabuje Leváka Boba. „Ze všech hostujících hvězd, které jsme měli a které byly skvělé, je právě on tím nejlepším,“ řekl Jean.
Přesto měli scenáristé problém s vymýšlením příběhu pro Leváka Boba, protože už dříve prozkoumali několik aspektů této postavy. „Prostě jsme udělali tolik úhlů pohledu na to, jestli se napravil, a pak přišel do města jeho bratr,“ řekl vedoucí producent a bývalý showrunner Mike Scully o obtížnosti psaní epizod o Leváku Bobovi.
Na začátku dílu je Krusty zobrazen, jak ho obtěžují vedoucí pracovníci televize, kteří komentují každé jeho rozhodnutí. Svůj odchod z pořadu oznámí poté, co mu vedoucí dávají poznámky během natáčení skeče. Na konci epizody si pan Teeny není jistý, kam má hodit trhavinu, kterou měl Bart na sobě. Když vidí dva vedoucí, jak diskutují v místnosti, hodí ji na ně. Místo toho, aby zemřeli na následky výbuchu, se však kousky pracovníků znovu složí v něco, co Jean popisuje jako „supervedoucí pracovník“. 
Tyto pasáže byly inspirovány Jeanovou nespokojeností s některými vedoucími pracovníky televizní stanice, kteří podle něj převzali kontrolu nad televizním seriálem, na němž pracoval před svým návratem k Simpsonovým v roce 1999. „Zrovna jsem pracoval na seriálu na jiné stanici (…), měli jsme seriál, kde byla spousta poznámek od vedoucích pracovníků,“ řekl Jean o inspiraci pro tyto scény. Epizoda měla mít původně jiný konec, ale byl změněn na současnou verzi poté, co se scenáristům nezdál původní konec dostatečně vtipný. Při natáčení komentáře na DVD však Jean řekl, že s novým koncem byl trochu nespokojený. „Myslím, že jsme to nechali trochu viset,“ uvedl.
Během jednoho z natáčení dílu štáb Simpsonových nahrál „Hullaba Lula“, verzi písně „Zip-a-Dee-Doo-Dah“ z roku 1946, s Grammerem jako Levákem Bobem na vokálech. Píseň měla být původně použita v epizodě, ale štábu se nepodařilo včas vyřídit práva k písni, proto byla z dílu zcela odstraněna a zůstala nevydána až do 17. září 2007, kdy byla zařazena jako bonusová skladba na soundtrackové album The Simpsons: Testify. Kromě Grammera se v dílu objevil také americký herec Gary Coleman jako on sám.

## Kulturní odkazy
Zápletka Dne spratka vychází z politického thrilleru Manchurianský kandidát z roku 1959. Před natáčením jedné z epizod svého pořadu je Krusty zastaven dvěma manažery televizní stanice, kteří se mu snaží vysvětlit, proč sitcom Seinfeld fungoval jako seriál. Poté, co Krusty oznámí zrušení svého pořadu, je ve studiu Krustylu, kde se pořad natáčí, vidět skupina plačících dětí. Název studia vychází z názvu Desilu Studios, televizní společnosti se sídlem v Los Angeles. V rozhovoru s Kentem Brockmanem Krusty říká, že na záznamy všech epizod svého pořadu, v nichž účinkoval Levák Bob, nahrál místo toho soudní reality show Ally McBealová. Jde o narážku na to, jak NBC znovu použila pásky s prvními epizodami The Tonight Show pro natáčení nových pořadů. Když je Levák Bob v kůlně na nářadí Springfieldské základní školy, omylem šlápne na hrábě a řekne: „Hrábě, můj úhlavní nepřítel.“. Jedná se o narážku na scénu z dílu 5. řady Mys hrůzy, kde Levák Bob mnohokrát šlápne na hrábě. 
V jednom okamžiku svého posledního vystoupení Krusty vystupuje, zatímco sedí na stoličce, což je odkaz na poslední vystoupení televizního moderátora Johnnyho Carsona v The Tonight Show. Při sledování Krustyho závěrečného vystoupení drží Levák Bob v ruce sáček chipsů značky Kettle a říká: „Kettle Chips, dokonalá příloha k pomstě.“. Kvůli této scéně dostal podle Jeana scenáristický štáb od společnosti Kettle Foods několik sáčků Kettle Chips. Když Krusty žádá Leváka Boba o odpuštění, zpívá píseň na melodii „Mandy“ od Barryho Manilowa. Obrázek za ním vychází z obalu písně „Bookends“ od Simona & Garfunkela. Poté, co explodují, se z obou vedoucích pracovníků stanice stanou „supervedoucí pracovníci“. Tato scéna je odkazem na akční sci-fi film Terminátor 2: Den zúčtování z roku 1991. Další odkaz na Terminátora 2 se nachází dříve v dílu, když Krusty odváží golfový vozík od manažerů stanice a jeden z nich se snaží držet golfovými holemi, podobně jako T-1000. Na konci epizody se Krusty a Levák Bob usmíří v restauraci. Na stěně za nimi je několik fotografií hostujících hvězd, které se dříve objevily v Simpsonových, včetně Marka McGwira, Ringo Starra, Stinga, Toma Jonese, Brooke Shieldsové a Elizabeth Taylorové.

## Přijetí
V původním americkém vysílání 18. února 2001 získal díl podle agentury Nielsen Media Research rating 8,8, což znamená přibližně 9 milionů diváků. V týdnu od 12. do 18. února 2001 se epizoda umístila na 34. místě ve sledovanosti, čímž se vyrovnala dílu seriálu Malcolm in the Middle. Dne 18. srpna 2009 byla epizoda vydána jako součást DVD s názvem The Simpsons: The Complete Twelfth Season. Na audiokomentáři k dílu se podíleli Mike Scully, Al Jean, Ian Maxtone-Graham, Yeardley Smithová, Tim Long, Matt Selman a Michael Marcantel.
Po vydání na DVD získal díl pozitivní hodnocení kritiků. Ve své recenzi The Simpsons: The Complete Twelfth Season Mac McEntire z DVD Verdict označil díl za „vítěze“. Zvláště se mu líbila scéna, v níž Bart udeří sochu Krustyho do rozkroku baseballovou pálkou. Jason Bailey z DVD Talk napsal, že tato epizoda spolu s Napravením šíleného klauna „opravdu září“. Will Harris z Bull-Eye.com uvedl, že díl je „miláčkem davu na celé čáře“.
Colin Jacobson z DVD Movie Guide řekl, že se sice nevyrovná nejlepším epizodám Leváka oba, ale ve srovnání se zbytkem řady „vypadá stále dobře“. Líbilo se mu zesměšňování vedoucích pracovníků televize, a i když díl nepovažoval za „klasiku“, tvrdil, že „si vede docela dobře“.
Robert Canning z IGN také napsal, že ačkoli je epizoda celkově „solidní“, „chybí jí to něco navíc“, co mají nejlepší díly s Levákem Bobem. Přesto se dostala na 8. místo v seznamu 10 nejlepších epizod seriálu s Levákem Bobem, který tento web sestavil.